# Jeanetta Arnette
Jeanetta Arnette (ur. 29 lipca 1954 w Waszyngtonie, Dystrykt Kolumbii) – amerykańska aktorka filmowa i telewizyjna.